# Echinosigra porrecta
Echinosigra porrecta is een zee-egel uit de familie Pourtalesiidae.
De wetenschappelijke naam van de soort werd in 1974 gepubliceerd door Alexander Mironov.